# Oficina de Conflictes d'Interessos
L'Oficina de Conflictes d'Interessos és un òrgan de gestió del Ministeri de Política Territorial i Funció Pública depenent de la Secretaria d'Estat de Funció Pública que s'encarrega del control legal de les incompatibilitats dels alts càrrecs de l'Administració. Va ser creada per la llei 5/2006 que regula els conflictes d'interessos dels alts càrrecs de l'Administració. que fou substituïda per la Llei 3/2015 de 30 de març. La seva activitat ha estat força criticada perquè només ha vetat un petit percentatge d'alts càrrecs que s'han passat al sector privat. La seva cap, Flor María López Laguna fou nomenada en febrer de 2007 i a l'inici del govern de Pedro Sánchez encara no se n'ha nomenat substitut.

## Funcions
L'Article 10 del Reial decret 863/2018, de 13 de juliol, no concreta quines són les seves funcions, sinó que deriva a dues lleis. Les funcions són:
- Elaborar els informes previstos en la llei.
- La gestió del règim d'incompatibilitats i conflictes d'interessos dels alts càrrecs de l'Estat.
- Requerir als qui siguin nomenats o cessin en l'exercici d'un alt càrrec de la Administració General de l'Estat el compliment de les obligacions previstes en la llei.
- Portar i gestió dels Registres d'Activitats i de Béns i Drets Patrimonials d'alts càrrecs de la Administració General de l'Estat, i la responsabilitat de la custòdia, seguretat i indemnitat de les dades i documents que hi continguin.
- Col·laborar, en les matèries que li són pròpies, amb òrgans de naturalesa anàloga.

D'acord amb la Llei 19/2013, de 9 de desembre, de transparència, accés a la informació pública i bon govern:
- Instruir el procediment quan l'alt càrrec tingui la condició de membre del Govern o de Secretari d'Estat.
- Instruir el procediment quan els presumptes responsables siguin persones al servei de l'Administració General de l'Estat diferents dels anteriors.[9]

A més, l'Ordre HAP/1335/2012, de 14 de juny, de delegació de competències, li atorga més funcions:
- La resolució de les opcions relatives al personal al servei de l'Administració General de l'Estat i els seus Organismes Autònoms i Entitats de Dret Públic vinculats o dependents, en aplicació de les disposicions transitòries de la Llei 53/1984, de 26 de desembre.
- L'emissió dels informes a què es refereix l'article 6.3 del Reial decret 598/1985, de 30 d'abril, sobre incompatibilitats del personal al servei de l'Administració de l'Estat, de la Seguretat Social i dels ens, organismes i empreses dependents, que corresponguin a peticions de compatibilitat d'activitats en el sector públic, quan el segon càrrec sigui de l'Administració General de l'Estat i els seus Organismes Autònoms i Entitats de Dret Públic vinculats o dependents, i hagin de resoldre's en l'àmbit de competències d'una Comunitat Autònoma o d'una Corporació Local.[11]
- L'autorització o denegació de compatibilitat per a l'acompliment d'un segon càrrec o activitat en el sector públic prevista en l'article 9 de la Llei 53/1984, de 26 de desembre, quan l'activitat principal correspongui a l'Administració General de l'Estat i els seus Organismes Autònoms i Entitats de Dret Públic vinculats o dependents i la resolució resulti conforme amb la proposta formulada per l'òrgan competent.
- El reconeixement de compatibilitat per a l'exercici d'activitats professionals, laborals, mercantils o industrials anés de les Administracions Públiques, previst en l'article 14 de la Llei 53/1984, de 26 de desembre, quan l'activitat principal correspongui a l'Administració General de l'Estat i els seus Organismes Autònoms i Entitats de Dret Públic vinculats o dependents, i la resolució resulti conforme amb la proposta formulada per l'òrgan competent.
- La resolució quan els qui accedeixin per qualsevol títol a nou lloc de treball del sector públic susceptible de compatibilitat, sol·licitin aquesta en els termes previstos per l'article 10 de la Llei 53/1984, de 26 de desembre.

## Estructura
De l'Oficina de Conflictes d'Interessos depenen els següents òrgans directius:
- Subdirecció General de Règim dels Alts Càrrecs.
- Subdirecció General de Règim d'Incompatibilitats dels Empleats Públics.